# Joan Blondell
Joan Blondell (nacida Rose Joan Blondell, Nueva York, 30 de agosto de 1906-Santa Mónica, California, 25 de diciembre de 1979) fue una actriz estadounidense candidata al Premio Oscar. Considerada una rubia sexy y ocurrente, fue una actriz fundamental para Warner Bros en la época anterior al Código Hays, e intervino en más de 100 películas para el cine y la televisión.

## Inicios
Nació en una familia dedicada al vodevil. Su padre, Levi Blustein, fue un cómico de vodevil conocido como Eddie Blondell. Su hermana menor, Gloria, también actriz y con un gran parecido físico con ella, se casó con el productor cinematográfico Albert R. Broccoli. También tuvo un hermano, del mismo nombre que su padre y su abuelo.
Joan había viajado ya mucho cuando, siendo adolescente ella, se asentó su familia en Dallas (Texas). Con el nombre de Rosebud Blondell, Joan ganó el certamen de Miss Dallas en 1926 y llegó a la cuarta plaza en el de Miss América en septiembre de ese mismo año en Atlantic City (Nueva Jersey). Estudió en la Universidad del Norte de Texas, de cuyo teatro era actriz su madre. Joan hizo algunos trabajos como modelo y fue descubierta por un agente de Hollywood en 1930 mientras trabajaba en Broadway, con James Cagney, en la obra Penny Arcade,. 
Le pidieron cambiar su nombre por "Inez Holmes", pero Blondell se negó. Más tarde se descartó el «Rosebud» por el cual se la había conocido en su infancia y se consolidó el nombre de «Joan Blondell», que llevaría a lo largo de una carrera de cuarenta y nueve años.
Fue una de las WAMPAS Baby Stars de 1931.

## Carrera

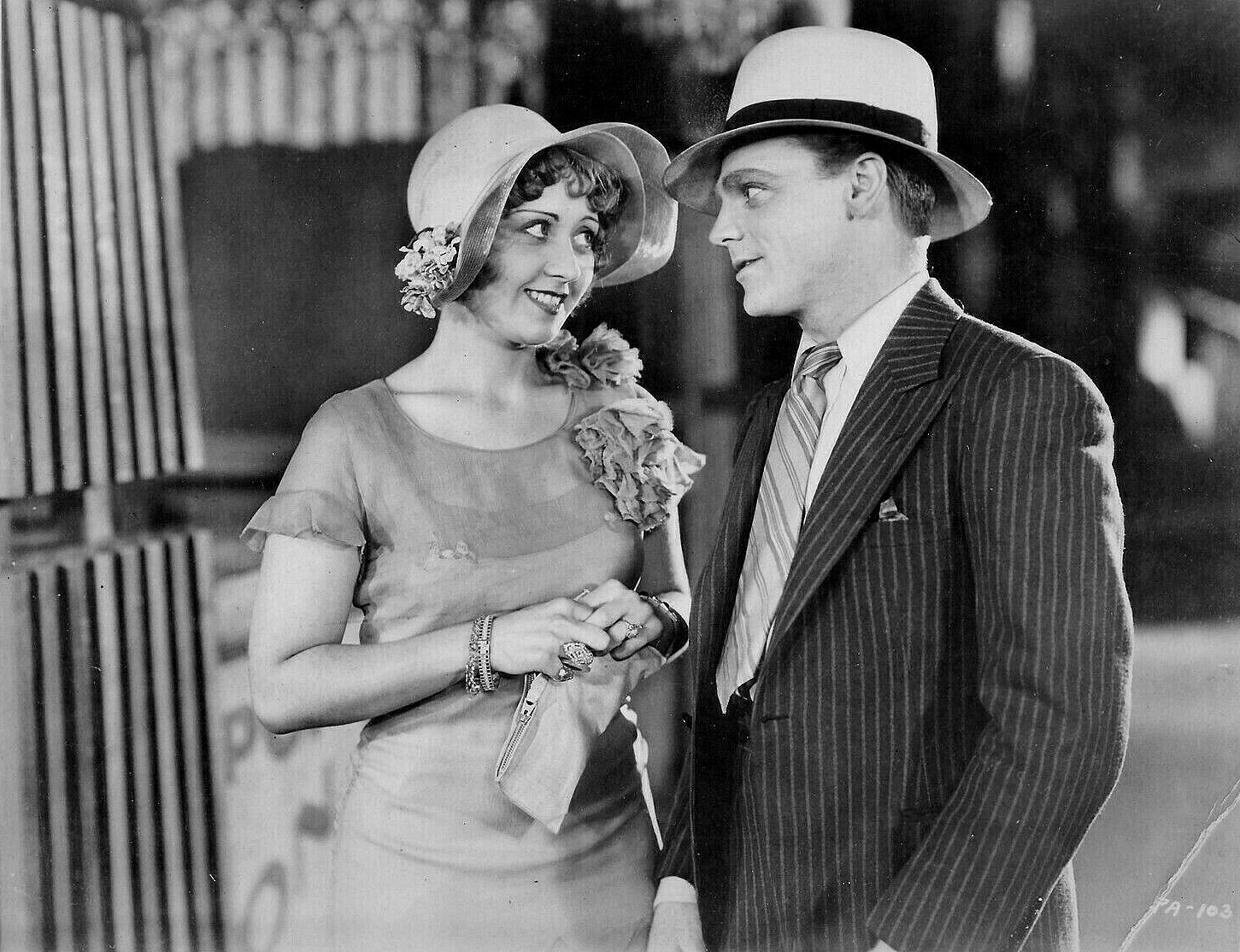
Blondell, junto a James Cagney, actor con quien apareció en varias películas de los años 1930.

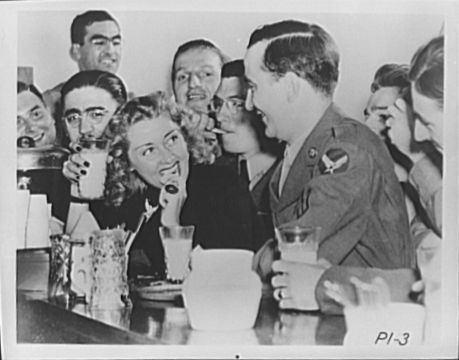
Blondell comiendo con soldados estadounidenses durante su época con la United Service Organizations.

Con contrato con los estudios Warner Bros debutó en el cine en 1930, mudándose por ello a Hollywood. Durante los años 30, encarnó a la cazafortunas de la era de la Depresión, y con sus grandes ojos azules, pelo rubio y carácter ocurrente, se convirtió en una de las favoritas del público. Apareció en más películas de Warner que cualquier otra actriz, por lo que ella misma se denominó «la bestia de carga de Warner». La popularidad de sus películas fue de gran rentabilidad para el estudio. 
Blondell fue emparejada con James Cagney en películas tales como El enemigo público (1931), y fue, junto a Glenda Farrell, una de las dos cazafortunas protagonistas de nueve películas. Durante la Gran Depresión, Blondell fue una de las personas mejor pagadas de los Estados Unidos. Su conmovedora interpretación de "Remember My Forgotten Man" en la película de Busby Berkeley Gold Diggers of 1933 (1933), la cual coprotagonizaba con Dick Powell y Ginger Rogers, se convirtió en el himno por las frustraciones debidas al paro y a las fallidas medidas económicas del presidente Herbert Hoover. En 1937, protagonizó junto a Errol Flynn The Perfect Specimen, basada en una obra del entonces famoso dramaturgo Lawrence Riley. Al final de la década había hecho casi cincuenta películas. Dejó la Warner en 1939.

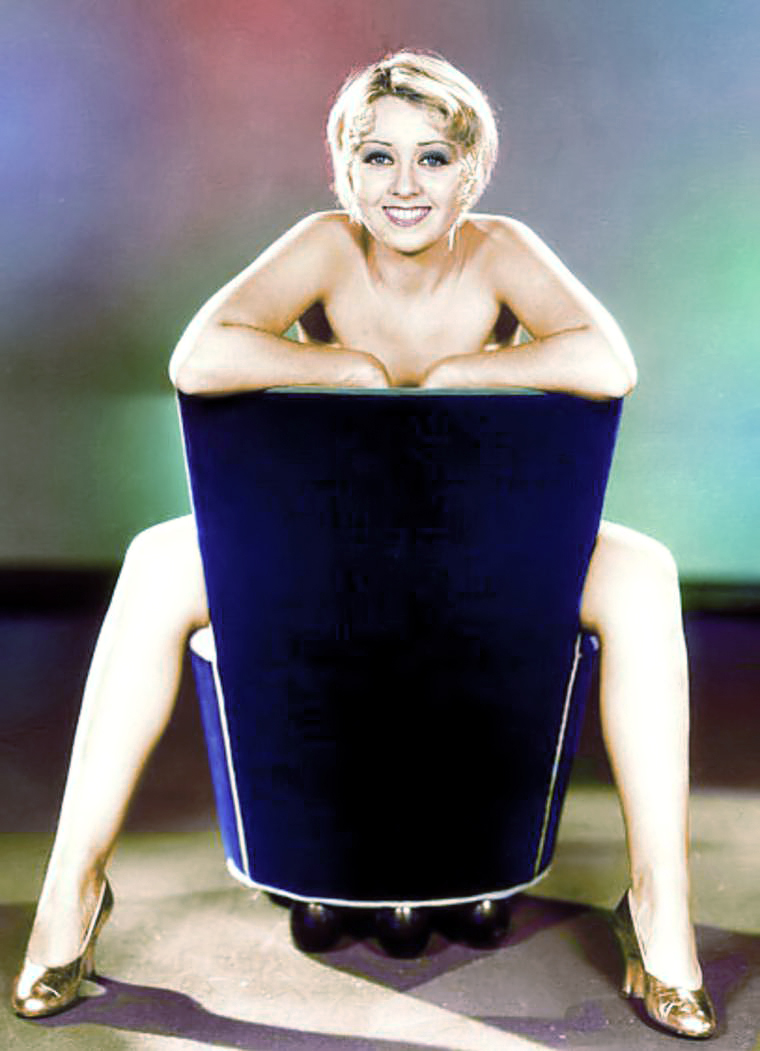
Fotografía promocional de Joan Blondell de 1932, que se prohibió a partir de 1934 por la aplicación del «código Hays», que se extendía también al material publicitario.

Siguió trabajando regularmente durante el resto de su vida, siendo bien acogida en sus últimas películas. Fue candidata al Oscar a la mejor actriz de reparto por su papel en The Blue Veil (1951). También apareció en A Tree Grows in Brooklyn (1945), Desk Set (1957), y Will Success Spoil Rock Hunter? (1957). Poco antes de su muerte trabajó en dos películas de gran éxito, Grease (1978) y The Champ (1979), junto a Jon Voight y Rick Schroder. Además, John Cassavetes la eligió para el papel de una vieja y cínica actriz de teatro en su película Opening Night (1977). También participó en la serie de la ABC Here Come the Brides, acerca de la vida en el noroeste del Pacífico en el siglo XIX.
Blondell tiene una estrella en el Paseo de la Fama de Hollywood por su contribución al cine, en el 6309 de Hollywood Boulevard.

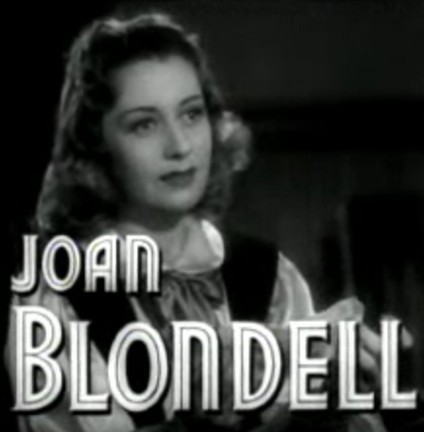
Joan Blondell.

## Vida privada
Blondell se casó por primera vez en 1932 con el director de fotografía George Barnes (1892–1953). Tuvieron un niño, Norman S. Powell (que llegó a ser un experto productor, director y ejecutivo televisivo), y se divorciaron en 1936. Su segundo marido, con quien se casó el 19 de septiembre de 1936, fue el actor, director y cantante Dick Powell; tuvieron una hija, Ellen Powell, que fue peluquera de un estudio. Blondell y Powell se divorciaron el 14 de julio de 1944. Se casó con su tercer marido, el productor Mike Todd, en 1947, divorciándose en 1950. Su matrimonio con Todd fue un desastre emocional y financiero.
Falleció de leucemia en Santa Mónica, California, a los 73 años de edad. Fue incinerada y sus cenizas colocadas en el columbario del cementerio Forest Lawn Memorial Park en Glendale, California.
Escribió una novela titulada Center Door Fancy (publicada en 1972), basada en datos de su vida.

## Filmografía

### Largometrajes
| - The Office Wife (Una mujer de despacho) (1930) - Sinners' Holiday (Las vacaciones del pecador) (1930) - Other Men's Women (Mujeres enamoradas) (1931) - Millie (1931) - Illicit (Ilícito) (1931) - God's Gift to Women (1931) - El enemigo público (1931) - My Past (Mi pasado) (1931) - Big Business Girl (Audaz ante todo) (1931) - Night Nurse (Enfermeras de noche) (1931) - The Reckless Hour (1931) - Blonde Crazy (Gente viva) (1931) - Union Depot (1932) - The Greeks Had a Word for Them (1932) - The Crowd Roars (1932) - The Famous Ferguson Case (1932) - Make Me a Star (1932) - Miss Pinkerton (1932) - Big City Blues (1932) - Tres vidas de mujer (Three on a Match, 1932) - Central Park (1932) - Lawyer Man (Hombre de leyes) (1933) - Broadway Bad (Así es Broadway) (1933) - Blondie Johnson (1933) - Gold Diggers of 1933 (Vampiresas) (1933) - Goodbye Again (1933) - Footlight Parade (Desfile de candilejas) (1933) - Havana Widows (1933) - Convention City (1933) - Just Around The Corner (1933) - I've Got Your Number (1934) - He Was Her Man (Es mi hombre) (1934) - Smarty (1934) - Dames (Música y mujeres) (1934) - Kansas City Princess (1934) - Traveling Saleslady (1935) - Broadway Gondolier (El gondolero de Broadway) (1935) - We're in the Money (1935) - Miss Pacific Fleet (1935) - Colleen (1936) - Sons o' Guns (1936) - Bullets or Ballots (Balas o votos) (1936) - Stage Struck (1936) - Three Men on a Horse (1936) - Gold Diggers de 1937 (1936) - The King and the Chorus Girl (El rey y la corista) (1937) - Back in Circulation (1937) | - The Perfect Specimen (1937) - Siempre Eva (1937) - There's Always a Woman (Siempre hay una mujer) (1938) - Off the Record (1939) - East Side of Heaven (Al este del cielo) (1939) - The Kid from Kokomo (1939) - Good Girls Go to Paris (1939) - The Amazing Mr. Williams (1939) - Two Girls on Broadway (1940) - I Want a Divorce (1940) - La mujer fantasma (1941) - Model Wife (1941) - Three Girls About Town (1941) - Lady for a Night (Dama por una noche) (1942) - Cry Havoc (1943) - A Tree Grows In Brooklyn (Lazos humanos) (1945) - Don Juan Quilligan (1945) - Adventure (Aventura) (1945) - The Corpse Came C.O.D. (1947) - Nightmare Alley (El callejón de las almas perdidas) (1947) - Christmas Eve (1947) - For Heaven's Sake (¿Se puede entrar?) (1950) - The Blue Veil (No estoy sola) (1951) - The Opposite Sex (Sexo opuesto) (1956) - Lizzie (1957) - Desk Set (Su otra esposa) (1957) - This Could Be the Night (Esta noche o nunca) (1957) - Will Success Spoil Rock Hunter? (Una mujer de cuidado) (1957) - Angel Baby (1961) - Advance to the Rear (La furia de los cobardes) (1964) - The Cincinnati Kid (El rey del juego) (1965) - Ride Beyond Vengeance (1966) - Waterhole #3 (El oeste loco) (1967) - Stay Away, Joe (1968) - Kona Coast (1968) - Big Daddy (1969) - The Phynx (1970) - Support Your Local Gunfighter! (Látigo) (1971) - The dead don't die (Los muertos no mueren jamas) (1975) - Won Ton Ton, the Dog Who Saved Hollywood (1976) - The Baron (1977) - Opening Night (Noche de estreno) (1977) - Grease (1978) - The Champ (1979) - The Glove (1979) - The Woman Inside (1981) |

### Cortos
- The Heart Breaker (1930)
- Broadway's Like That (1930)
- The Devil's Parade (1930)
- An Intimate Dinner in Celebration of Warner Bros. Silver Jubilee (1930)
- How I Play Golf, by Bobby Jones No. 10: Trouble Shots (1931)
- Just Around the Corner (1933)
- Hollywood Newsreel (1934)
- Meet the Stars #2: Baby Stars (1941)
- The Cincinnati Kid Plays According to Hoyle (1965)

## Premios y distinciones
Premios Óscar
| Año  | Categoría               | Película      | Resultado |
| ---- | ----------------------- | ------------- | --------- |
| 1952 | Mejor Actriz de Reparto | No estoy sola | Nominada  |